# Barbara Carrera

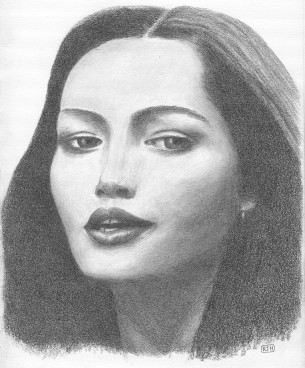
Barbara Carrera, 1977 (Zeichnung)

Barbara Carrera (* 31. Dezember 1945 als Barbara Kingsbury in Bluefields, Nicaragua) ist eine ehemalige US-amerikanische Schauspielerin.

## Leben und Karriere
Die Tochter der Nicaraguanerin Florencia Carrera und des in Nicaragua tätigen US-Diplomaten Louis Kingsbury ging im Alter von zehn Jahren in die USA und dort in der St. Joseph Academy in Memphis zur Schule. Mit 15 zog sie nach New York.
Mit 17 Jahren wurde sie ein sehr erfolgreiches Fotomodell bei der Eileen Ford Agency. Zu dieser Zeit wechselte sie ihren Nachnamen auf den Geburtsnamen ihrer Mutter. In Puzzle of a Downfall Child hatte sie 1970 ihr Filmdebüt. 1972 war sie im Fernsehen in einem Werbespot der Firma Chiquita Bananas zu sehen. 1976 wurde sie für ihre Rolle in dem von Tom Laughlin inszenierten Film Der Rächer von Kalifornien für den Golden Globe als beste Nachwuchsdarstellerin nominiert.
Weltweit bekannt wurde sie vor allem durch ihre Rollen als mörderische Femme fatale in der Mickey-Spillane-Verfilmung Ich, der Richter (1982) und ein Jahr später in dem James-Bond-Film Sag niemals nie als Fatima Blush, für den sie eine weitere Golden-Globe-Nominierung als beste Nebendarstellerin erhielt. 1985/86 spielte sie als Angelica Nero für eine Serienstaffel in Dallas mit. 1989 trat sie in der Komödie Loverboy – Liebe auf Bestellung auf, 1996 spielte sie in der Komödie Liebe und andere ….
Sie widmet sich auch der Malerei, die zu ihrem größten Hobby geworden ist. Besonders bekannt sind ihre Gemälde, die sie von namhaften Hollywood-Schauspielern gefertigt hat.
Barbara Carrera war mit ihrem Fotomodell-Kollegen Uva Barden, mit Baron Otto von Hoffman, dem griechischen Reeder Nicholas Mavroleon und dem Fotografen Cameron Docherty verheiratet. Alle Ehen wurden geschieden, sie blieb kinderlos.
Nach ihr wurde eine seltene Rosensorte der Floribunda benannt.

## Auszeichnungen
- 1976: Golden-Globe-Nominierung als beste Filmdebütantin für Der Rächer von Kalifornien.
- 1984: Golden-Globe-Nominierung als beste Nebendarstellerin in einem Kinofilm für Sag niemals nie.

## Filmografie (Auswahl)
- 1975: Der Rächer von Kalifornien (The Master Gunfighter)
- 1976: Die Brut des Bösen (Embryo)
- 1977: Die Insel des Dr. Moreau (The Island of Dr. Moreau)
- 1978: Colorado Saga (Centennial)
- 1980: Der Tag, an dem die Welt unterging (When Time Ran Out…)
- 1981: Condorman
- 1981: Masada
- 1982: Ich, der Richter (I, the Jury)
- 1983: McQuade, der Wolf (Lone Wolf McQuade)
- 1983: Sag niemals nie (Never Say Never Again)
- 1985: Dallas (Fernsehserie)
- 1985: Wildgänse 2 (Wild Geese II)
- 1987: Mike Hammer (Mickey Spillane’s Mike Hammer, Fernsehserie) (3.18 – Tod im Parkhaus)
- 1988: Emma – Königin der Südsee (Emma: Queen of the South Seas, Fernsehserie, 4 Folgen)[2]
- 1989: Loverboy – Liebe auf Bestellung (Loverboy)
- 1989: Tanz der Hexen (Wicked Stepmother)
- 1992: Lakota Moon
- 1993: Das Geheimnis der spanischen Rose (Point of Impact)
- 1996: Liebe und andere … (Love Is All There Is)
- 1998: JAG – Im Auftrag der Ehre (S04E04) (Fernsehserie, Folge: Die Entführung)
- 2002: Air Panic (Panic)
- 2004: Paradise